# Qusum
Qusum lub Qusong (tyb. ཆུ་གསུམ་རྫོང, Wylie: chu gsum rdzong, ZWPY: Qusum Zong; chiń. upr. 曲松县; pinyin Qióngjié Xiàn) – powiat w południowo-wschodniej części Tybetańskiego Regionu Autonomicznego, w prefekturze Shannan. W 1999 roku powiat liczył 15 541 mieszkańców.